# 1929 au Nouveau-Brunswick
Chronologie du Nouveau-Brunswick
- 1925
- 1926
- 1927
- 1928
- 1929
- 1930
- 1931
- 1932
- 1933

Cette page concerne des événements d'actualité qui se sont produits durant l'année 1929 dans la province canadienne du Nouveau-Brunswick.

## Événements
- 17 mars : fondation du journal "La Nation" à Moncton.

## Naissances
- 10 mai : Antonine Maillet, romancière et dramaturge. († 17 février 2025)
- 23 mai : Brenda Robertson, député, ministre et sénatrice.
- 16 juin : Bill Malenfant, député.
- 29 septembre : Carl Mooers, ministre et député.
- 13 octobre : Laurier Lévesque, député.
- 14 octobre : Yvon Durelle, boxeur, champion du Canada.
- 29 octobre : Fernand Arsenault, professeur.

## Décès
- 9 mars : Arthur Culligan, député.
- 8 juin : William Bliss Carman, poète.